# Герб Віли-Вісози
Ге́рб Ві́ли-Вісо́зи — офіційний символ містечка Віла-Вісоза, Португалія. Використовується як територіальний герб. У золотому щиті Непорочна Діва Марія, одягнена у срібні шати і синій мафорій, з німбом із синіх зірок. Вона стоїть на срібному півмісяці, який спирається на синю кулю, обвиту срібним змієм. Обабіч Діви Марії дві червоні вежі із синіми вікнами і брамами. У главі щита червоний Андріївський хрест, по боках якого два португальські щитки. Щит увінчує срібна мурована містечкова корона з чотирма вежами.  Під щитом біла стрічка, на якій великими літерами напис португальською: «Vila Viçosa» (Віла-Вісоза).  Офіційно затверджений 27 липня 1934 року.  

## Галерея

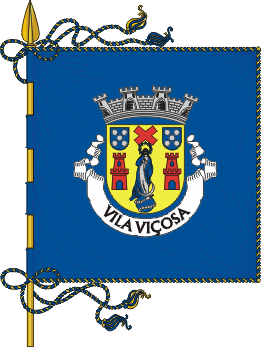
Прапор